# Stensjön (Idre socken, Dalarna, 685813-132352)
Stensjön är en sjö i Älvdalens kommun i Dalarna och ingår i Dalälvens huvudavrinningsområde.